# Nordmark

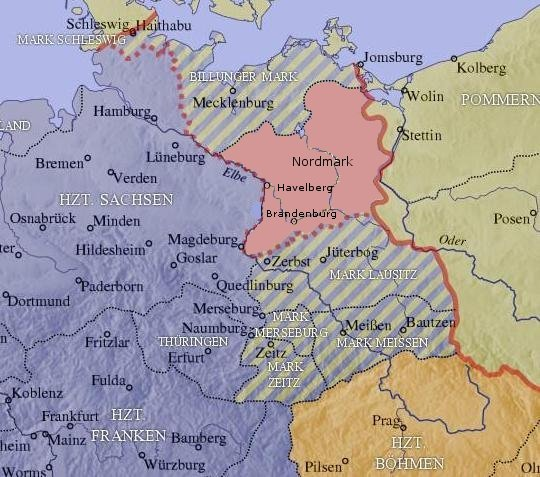
Die Nordmark zwischen 965 und 983

Die Nordmark war eine Markgrafschaft des Heiligen Römischen Reiches von 965 bis 983 zwischen Elbe und Oder. Sie umfasste im Wesentlichen das Gebiet der späteren Mark Brandenburg.
Nach dem Slawenaufstand von 983 kam das Gebiet vollständig unter slawische Herrschaft.

## Gebiet
Die Nordmark grenzte bis 983 im Norden (mit „fließenden Grenzen“) an die Mark der Billunger, im Osten an das Herzogtum Polen, im Süden an die Mark Lausitz und im Westen an das Stammesherzogtum Sachsen.

## Geschichte einschließlich der vorherigen Ostmark und der Zeit danach bis zur Mark Brandenburg

### Ostmark 936–965
Im Jahre 928/29 eroberte König Heinrich I. die Burg Brandenburg und das umliegende Gebiet und gliederte es ins Ostfränkische Reich ein.
936 wurde unter König Otto I. in den Gebieten östlich von Elbe und Saale die Sächsische Ostmark eingerichtet. Markgraf wurde Gero.

### Nordmark 965–983
Nach Geros Tod 965 wurde die Ostmark in fünf kleinere Marken, darunter die Nordmark, aufgeteilt. Erster Markgraf in der Nordmark wurde Dietrich von Haldensleben.

### Slawisches Gebiet 983–1150
Nach dem Slawenaufstand von 983 kam das Gebiet vollständig unter slawische Herrschaft.
Der Titel des Markgrafen wurde durch die deutschen Könige aber weiter verliehen, zuerst an die Grafen von Walbeck, dann an dessen Nachkommen. Bis etwa 1100 setzte wahrscheinlich kein Markgraf seinen Fuß in das Gebiet östlich der Elbe.
1109 drang Udo IV. kurzzeitig bis Brandenburg vor. In dieser Zeit scheinen kleine Gebiete östlich der Elbe (Elb-Havel-Winkel) wieder unter deutsche Herrschaft gekommen zu sein.
Keine Urkunde oder erzählende Quelle dieser Zeit weist jedoch auf eine reale Herrschaftsausübung eines Markgrafen in diesem Gebiet hin.

### Mark Brandenburg
1150 eroberte Albrecht der Bär die Burg Brandenburg. Er legte damit die Grundlage für die Entstehung der Mark Brandenburg auf dem Gebiet der damaligen Nordmark.
Andere Teile gingen zunächst an das Erzstift Magdeburg, die Markgrafschaft Lausitz und das Herzogtum Pommern, wurden aber später durch seine Nachkommen größtenteils der Mark Brandenburg eingegliedert.